# کنامتال
کنامتال (انگلیسی: Kennametal) شرکت فلزات آمریکایی است، که در سال ۱۹۳۸ تأسیس شد.